# Gustaw Plewako
Gustaw Plewako (ur. 13 lutego 1919 w Tambowie, zm. 12 czerwca 1997) − polski oficer marynarki wojennej i handlowej, uczestnik walk II wojny światowej, po jej zakończeniu kapitan żeglugi wielkiej.

## Życiorys
W chwili wybuchu wojny Gustaw Plewako był słuchaczem drugiego rocznika Szkoły Podchorążych Marynarki Wojennej, od 6 maja 1939 roku zaokrętowanym na czas rejsu szkolnego na żaglowcu „Iskra”. Jak większość podchorążych został przeniesiony na pokład transportowca „Wilia” i po przybyciu do Wielkiej Brytanii trafił do odbudowanej Szkoły Podchorążych na okręcie bazie „Gdynia”. Odbywał staż na niszczycielu „Błyskawica” oraz brytyjskich: pancerniku „Queen Elizabeth” i lotniskowcu „Formidable”. 1 września 1941 roku otrzymał promocję do stopnia podporucznika marynarki.
Po odbyciu stażu na slupie „Banff”, w maju 1942 roku wszedł w skład załogi niszczyciela „Garland”, jako pełniący obowiązki II oficera artylerii. Brał udział w bitwie konwojowej w obronie konwoju PQ-16 do Murmańska, podczas której obsada okrętu poniosła ciężkie straty. Był dowódcą plutonu honorowego podczas pogrzebu poległych po przybyciu do radzieckiego portu. W sierpniu 1942 roku został przeniesiony w skład załogi będącego w budowie okrętu podwodnego „Dzik”. Służył na nim do zakończenia działań wojennych w Europie, 3 maja 1944 roku awansując do stopnia porucznika marynarki. Od maja do końca 1945 roku był oficerem broni podwodnej na niszczycielu „Piorun”.
Po odejściu do cywila wyjechał na dwa lata do Afryki, obejmując stanowisko doradcy do spraw morskich przy dworze cesarza Etiopii. Do Polski powrócił w 1948 roku. Do 1951 roku pływał jako kapitan na statkach GAL. Po przejęciu majątku firmy przez PLO został usunięty i pozbawiony prawa do pływania. Przywrócony do pracy po odwilży w 1956 roku, wyjechał do Indonezji, gdzie pracował w tamtejszej flocie w latach 1957−1959. Po powrocie do Polski znów został kapitanem w PŻM i PLO. Zmarł 12 czerwca 1997 roku i został pochowany na Cmentarzu Oksywskim. Jego wspomnienia, Na okrętach Marynarki Polskiej i Royal Navy, zostały wydane w rok po śmierci przez Pracownię Historii Akademii Morskiej w Gdyni w ramach serii wydawniczej „Księgi Floty Ojczystej”.
Był odznaczony między innymi Krzyżem Kawalerskim Orderu Odrodzenia Polski, Złotym i Srebrnym Krzyżem Zasługi, trzykrotnie Krzyżem Walecznych i trzykrotnie Medalem Morskim.